# Університет Коннектикуту
Університет Коннектикуту — (англ. University of Connecticut скороченно UConn). Заснований у 1881 році. В університеті навчається понад 30 000 студентів на 6 факультетах, включаючи майже 8000 студентів післядипломної підготовки (магістратури та аспірантури) за різними спеціальностями.

## Історія університету
Університет був заснований у 1881 році як Сільськогосподарська школа Сторрс. Отримав назву на честь братів Чарльза і Августа Сторрс, які безплатно передали землю для розміщення школи і забезпечили початкове фінансування.
У 1893 році назву змінено на Сільськогосподарський коледж Сторрс, у 1899 - Сільськогосподарський коледж Коннектикуту, у 1933 - Державний коледж Коннектикуту, в 1939 році - Університет штату Коннектикут.
У 1940 році університет було розділено на окремі коледжі та школи, які відображають новий університетський статус. У тому ж році з'явилися факультет соціальної роботи та школа медсестер.
З 1949 року в університеті почалося присвоєння ступеня доктор філософії. У 1960 у Фармінгтоні був відкритий Медичний центр університету.

## Характеристика університету
Основний кампус університету знаходиться в Сторрс, належить до міста Менсфілд штату Коннектикут, приблизно за 45 кілометрів на схід від Гартфорда - столиці штату.
Крім основного кампуса існує п'ять регіональних: Евері Пойнт (в Гротона), Великий Гартфорд (Західний Гартфорд), Стемфорд, Торрінгтон і Уейтбері.
Юридичний факультет знаходиться в Гартфорді, факультет соціальної роботи на базі кампуса Великий Гартфорд в Західному Гартфорді, медична та стоматологічна школи - в Медичному центрі університету в Фармінгтоні. У Гартфорді розташовуються наукові та дослідні підрозділи Школи бізнесу. У кампусі Евері Пойнт знаходиться науково-дослідний центр Берегової охорони США.
Президент університету - доктор Мішель Джей Хоган, який працював раніше в університеті Айови.

## Фінансування університету
Програма державно-приватного партнерства «UConn 2000» була розроблена з метою оновлення та розширення можливостей університету і діяла з 1995 по 2005 роки. Фінансувалася штатом Коннектикут, студентами і за рахунок приватних пожертвувань.
Програма «UConn 21 століття» стала продовженням програми «UConn 2000». По ній планується вкласти мільярд доларів з тим, щоб реконструювати кожну будівлю на території кампуса, в тому числі в регіональних відділеннях.

## Відомі випускники
- Тансу Чілер — прем'єр-міністр Туреччини
- Сем Вебб — Голова Комуністичної партії США
- Роберт Даймонд — президент банка Barclays
- Рей Аллен — американський професійний баскетболіст
- Річард Гамільтон — американський професійний баскетболіст
- Емека Окафор — гравець НБА, команди Нью-Орлеан горнетс.
- Керон Батлер — чемпіон НБА, гравець команди Даллас Маверікс.
- Руді Гей — гравець НБА, команди Мемфіс Ґріззліс.
- Кемба Вокер — гравець НБА, команди Шарлот Бобкетс.
- Остін Стовелл — американський актор.